# 皮輔
皮輔（？—？），湖廣長沙府攸縣人，明朝政治人物。

## 生平
成化十六年（1480年）庚子科湖廣鄉試第四十一名舉人。弘治年間任岳池縣知縣。